# Velké Brno

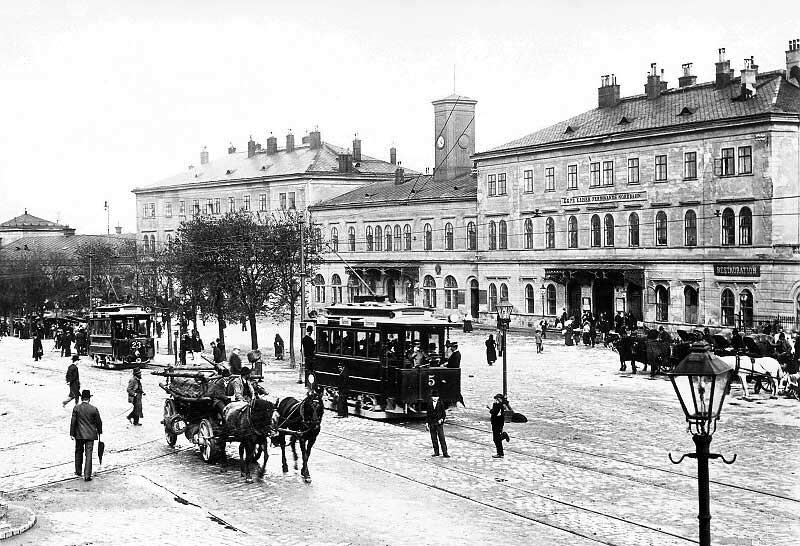
Hlavní nádraží v Brně na počátku 20. století

Velké Brno vzniklo v roce 1919 připojením dvou sousedních měst Králova Pole a Husovic a 21 dalších obcí k dosavadnímu Brnu, a to na základě zákona č. 213/1919 Sb., o sloučení sousedních obcí s Brnem, který nabyl účinnosti 23. dubna 1919. Rozloha města se tím zvýšila zhruba sedminásobně, z necelých 2 na více než 12 tisíc hektarů. Počet obyvatel se zvýšil téměř o polovinu na 221 758, resp. mezi dvěma sčítáními lidu se zdvojnásobil. Brno se tak stalo druhým největším městem Československa.

## Příprava a vznik
K předchozímu skokovému rozšíření města Brna došlo již v roce 1850, kdy k němu bylo přičleněno 29 dříve samostatných předměstí, byť se v některých případech jednalo jen o jednotlivé ulice, např. dnešní Bratislavská, Cejl, Dornych či Křenová.
Určitou představu, jak by mohlo vypadat budoucí Velké Brno, přinesl už zákon z roku 1894, kterým se pro Brno, Olomouc, Jihlavu a Znojmo a některé jejich předměstské obce stanovil zvláštní stavební řád, odlišný od stavebního řádu platného ve zbytku Moravy. Na základě jeho čl. II pak bylo vydáno zvláštní místodržitelské nařízení, které do jeho působnosti zahrnulo nejen zemské hlavní město Brno, ale i celé obce Husovice, Královo Pole, Komárov, Židenice, Juliánov a Kamenný Mlýn, a části katastrů obcí Bohunice, Černovice, Horní Heršpice, Žabovřesky a Jundrov.
Po vzniku Československa byl v Brně ustaven 24členný Poradní sbor, v němž dvě třetiny tvořili zástupci českého a třetinu zástupci německého obyvatelstva. V jeho čele usedl Petr rytíř Kerndlmayer z Ehrenfeldu, který nebyl Čech. Národnostně rozrůzněné byly okolní obce, např. českou většinou disponovalo Královo Pole, Židenice, Řečkovice, Husovice či Žabovřesky, německy mluvící obyvatelstvo převažovalo v Dolních a Horních Heršpicích, Přízřenicích, Černovicích či v Komárově. Vyjednávání proto nebylo jednoduché a národnostní otázka v něm hrála významnou roli.
Zákon č. 213/1919 Sb. přijalo Národní shromáždění 16. dubna 1919, účinnosti nabyl 23. dubna 1919. Ještě 3. dubna mu předcházelo rozhodnutí o tom, že Brno bude mít 90 zastupitelů. Samotný termín Velké Brno však vešel v platnost až o rok později, a to zákonem ze dne 14. dubna 1920 č. 278/1920 Sb., o složení a působnosti místních výborů ve Velkém Brně.

## Rozsah

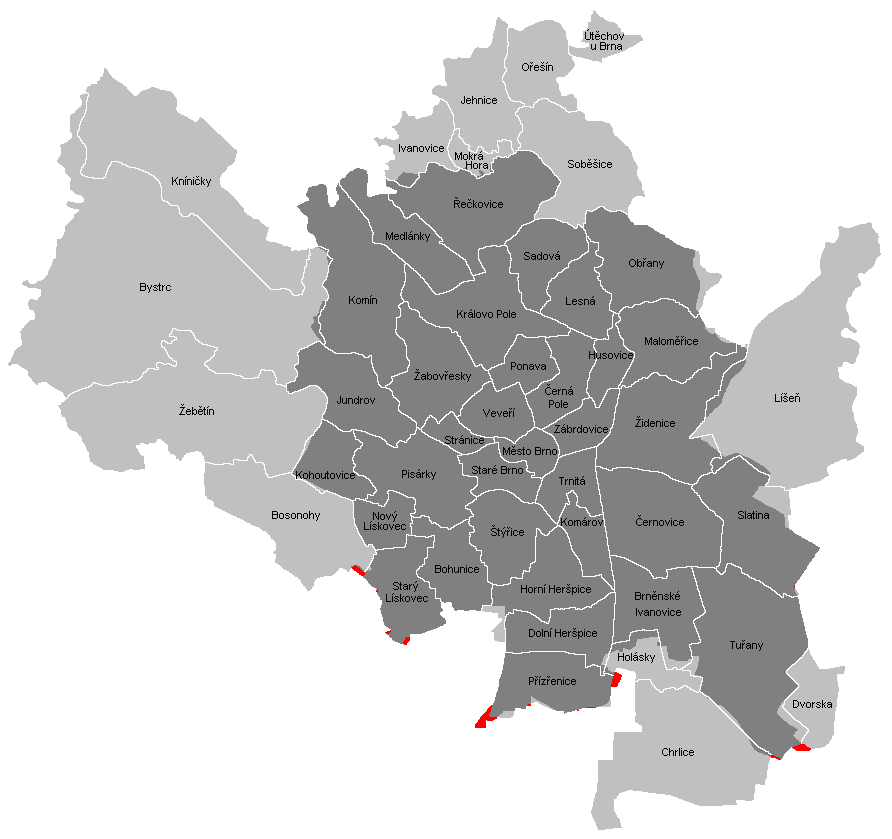
Velké Brno (tmavě šedě a červeně) a dnešní Brno (tmavě šedě a světle šedě). Červené oblasti dnes již nejsou součástí Brna

K městu, jež vzniklo v roce 1850 připojením předměstských obcí k historickému jádru, byly v roce 1919 připojeny tyto obce:
- Bohunice (tehdy psány Bohonice)
- Černovice
- Dolní Heršpice
- Horní Heršpice
- město Husovice
- Juliánov
- Jundrov
- Kamenný Mlýn
- Kohoutovice
- Komárov (včetně osady Malá Mariacela a Petrohradská ulice)
- Komín
- město Královo Pole (včetně osady Ugartov)
- Lískovec
- Maloměřice
- Medlánky
- Obřany
- Přízřenice
- Řečkovice
- Slatina (včetně osady Slatinka)
- Tuřany
- Vejvanovice (nyní Brněnské Ivanovice)
- Žabovřesky (včetně osady Vinohrádky)
- Židenice

Samostatnými městy byly v době připojení Husovice a Královo Pole. Židenice byly v té době se 14 tisíci obyvatel největší moravskou vesnicí, žádost o status města podaly již v roce 1914, ta však kvůli první světové válce nebyla vyřízena.
Tímto rozšířením se Brno značně územně i populačně zvětšilo. V roce 1910 žilo na území o velikosti 1 732 ha celkem 125 737 obyvatel, roku 1930 mělo Velké Brno rozlohu 12 376 ha a 264 925 obyvatel (z toho 200 213 obyvatel národnosti „československé“, 52 165 německé a 12 547 národností jiných).

## Důsledky
Vytvoření Velkého Brna mělo významný vliv na rozvoj dopravní infrastruktury, ale též jednotné kanalizační, vodovodní a elektrické sítě. Začaly vznikat zárodky brněnských sídlišť. Rozšíření městského ruchu přineslo předměstím i nevýhody, např. vznik velkých továren (Zbrojovka v Židenicích).

## Výročí
U příležitosti 90. výročí vzniku Velkého Brna se v období od 15. září do 31. října 2009 uskutečnila výstava „Velké Brno“ v Křížové chodbě Nové radnice. Organizátorem výstavy bylo Muzeum města Brna ve spolupráci s Moravským zemským archivem.
Ke 100. výročí v roce 2019 byla ohlášena řada akcí: Muzeum města Brna znovu připravilo od 11. července do 11. srpna 2019 výstavu v Křížové chodbě Nové radnice. Pro časostroj na náměstí Svobody byla od 23. dubna 2019 přichystána výroční limitovaná edice kuliček. Zorganizována byla fotosoutěž s hashtagem #velkebrno. 32. ročník Mezinárodního hudebního festivalu Expozice nové hudby pojal Velké Brno za své téma. Vytvořena byla webová aplikace zachycující podobu města před a po rozšíření.